# Nikolay Gusakov
Nikolay Gusakov (n. 14 mai 1934, Petrozavodsk, RSFS Rusă, URSS – d. 14 decembrie 1991, Sankt Petersburg, RSFS Rusă, URSS) a fost un sportiv ce a reprezentat Uniunea Republicilor Sovietice Socialiste, medaliat olimpic. A participat la 3 ediții ale Jocurilor Olimpice (1956, 1960, 1964) în care a câștigat o medalie de bronz.